# Anecphora sanguinea
Anecphora sanguinea är en insektsart som beskrevs av Schmidt 1905. Anecphora sanguinea ingår i släktet Anecphora och familjen lyktstritar. Inga underarter finns listade i Catalogue of Life.